# Khenpo Tsewang Dongyal

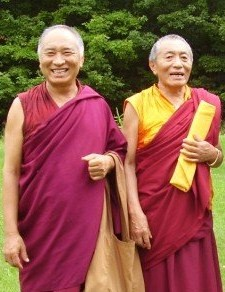
Links van zijn broer Khenchen Pälden Sherab

Khenpo Tsewang Dongyal Rinpoche (Dhoshul (Kham, Tibet) 10 juni 1950) is een Tibetaans boeddhistisch schrijver, leraar en lama uit de nyingmatraditie.
Khenpo Tsewang Dongyal is geleerd in Theravada, Mahayana en Vajrayana en vooral in de teksten en leer van Dzogchen. Hij is een jongere broer van Khenchen Pälden Sherab.

## Kinderjaren en studie
Zijn familie woonde in een tent in Tibet. Kort na zijn geboorte werd de familie bezocht door drie hooggeplaatste lama's van het klooster Jadchag die hem erkenden als de incarnatie van Khenpo Sherab Khyentse, de voormalig abt van het klooster Gochen en een gewaardeerd leraar die lange tijd in retraite had geleefd. Op zijn vijfde vertrok hij naarhet klooster Gochen.
Na de invasie van Tibet door het Volksbevrijdingsleger vluchtte zijn familie naar India. Hij studeerde tot 1967 aan de nyingmapa Monastic School en behaalde in 1975 zijn bachelorgraad aan de Centraal Instituut voor Hogere Tibetaanse Studies in Benares. Daarna behaalde hij nog een bachelorgraad en vervolgens zijn master in 1977 aan de nyingmapa-universiteit in West-Bengalen.

## Loopbaan
In 1978 werd hij als abt van het Wish-fulfilling nyingmapa Institute geïnstalleerd in Boudanath in Nepal en later werd hij abt van het departement van Dharma Studies. Hier onderwees hij in poëzie, grammatica, filosofie en psychologie.
In 1981 werd hij benoemd tot abt van het Dorje Nyingpo Center in Parijs en een jaar later werd hij gevraagd naar New York te komen om met Dudjom Rinpoche te werken in het Yeshe Nyingpo Center. In 1988 richtte hij samen met zijn broer Khenchen Pälden Sherab het Padmasambhava Buddhist Center op.
Sindsdien fungeert hij als spiritueel directeur voor verschillende Padmasambhava-centra wereldwijd. Samen met zijn broer schreef hij verschillende boeken. Ze worden gezien als een autoriteit in het Tibetaans boeddhisme en werden onder meer geïnterviewd in de documentaire Refuge van John Halpern uit 2006.
- Gemeinsame Normdatei: 1146532911
- Virtual International Authority File: 5467151247998744270009
- WorldCat: E39PBJg8JqcPhK7y4gG4Q3HV4q